# Knights of the Southern Cross - New Zealand
Die Knights of the Southern Cross – New Zealand (Abkürzung: KSCNZ, deutsch: Ritter vom Kreuz des Südens in Neuseeland) ist ein männlicher Laienorden in der Römisch-katholischen Kirche in Neuseeland. Die Bruderschaft wurde 1922 gegründet und ist mit 18 Ortsverbänden in allen neuseeländischen Diözesen  vertreten, die Mitglieder treten für ein christliches Leben ein. 

## Geschichte

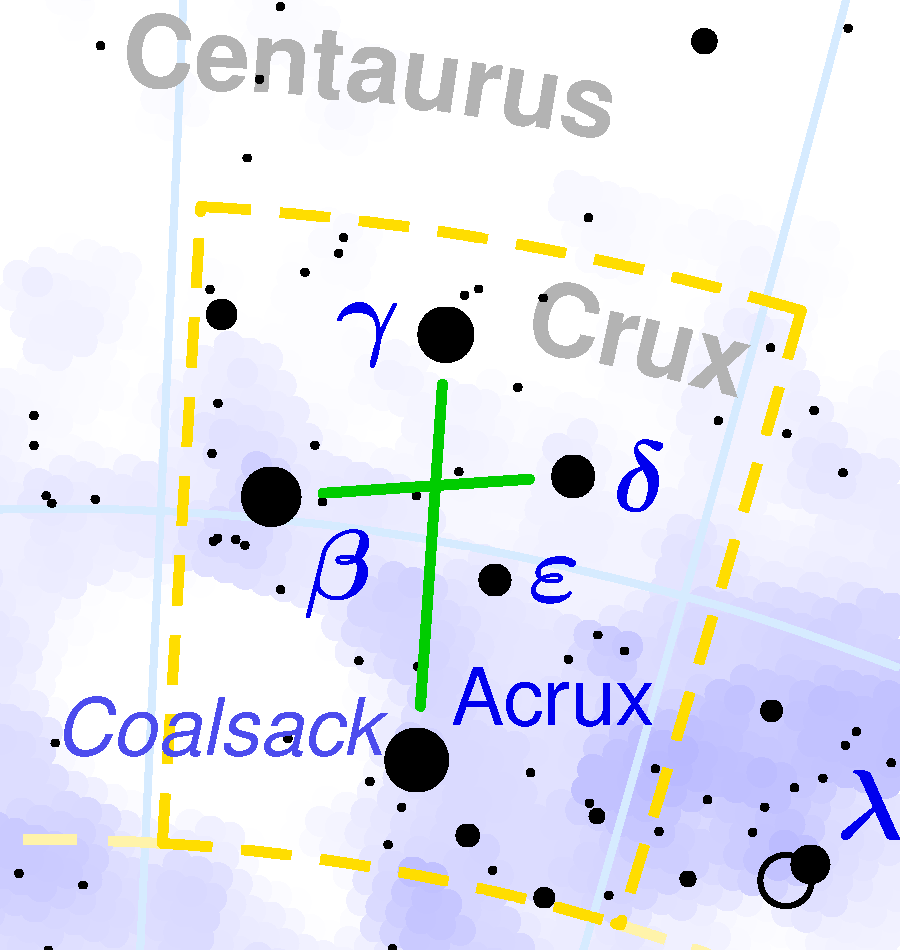
Sternbild

Flagge von Neuseeland

Im Jahre 1919 hatte sich in Australien die Laienorganisation Knights of the Southern Cross - Australia  gegründet und sich stark entwickelt. Erzbischof Francis Mary Redwood SM von Wellington auf Neuseeland lud im Jahr 1922 die australischen Brüder zu einer Gründungsversammlung nach Wellington ein. Gleichzeitig war auch der Koadjutorbischof von Auckland James Michael Liston  an einer Gründung interessiert und machte den gleichen Vorschlag. In den Jahren 1922 bis 1924 gründete sich die erste örtliche Bruderschaftsgruppe in Auckland, hieraus entstand eine weitere Gruppe in Wellington. Bis 1931 übernahm die australische  Bruderschaft die Schirmherrschaft. Die erste Jahreskonferenz des „Obersten Rates“ der KSCNZ fand am 22. November 1931 in Wellington statt.

## Aufgaben und Ziele
Zur Aufgabe und als Ziel hat sich die KSCNZ folgende Kriterien gewählt: Sie wollen den Fortschritt  fördern, das christliche Leben pflegen, die Ordensmitglieder und deren Familien unterstützen, gemeinsam zu geistlichen und sozialen Aktivitäten ermutigen und schließlich einen Beitrag zur  Unterstützung von Erziehung, Nächstenliebe, Religion und sozialer Wohlfahrt zu leisten.

## Organisation
Mitglieder können Männer  ab dem Alter von 18 Jahren werden. Die Organisation gliedert sich in lokale Gruppen (z. B. in Pfarrgemeinden), die in Provinzen (z. B. Diözese) zusammengefasst werden. Das oberste Gremium ist das „Nationale Sekretariat“ (National Secretariat). Ihm steht der „Oberste Ritter“ (Supreme Knight) vor, der mit den Vorstandsmitgliedern die Organisation leitet. Das Hauptbüro der KSCNZ hat seinen Sitz in Wellington. 

## Zusammenarbeit
Die KSCNZ ist Mitglied der International Alliance of Catholic Knights, die ihrerseits vom Päpstlichen Rat für die Laien als internationale Vereinigung von Gläubigen anerkannt und in die Liste der internationalen geistlichen Laiengemeinschaften aufgenommen wurde. Zum Zecke der internationalen Zusammenarbeit pflegt sie Verbindungen mit den Knights  of the Southern Cross - Australia, den Kolumbusrittern, den Knights of Saint Columbanus, den Knights of da Gama und den Knights of Saint Columba.

## Emblem und Namensgebung
Das Abzeichen der KSCNZ ist eine Kombination aus einem lateinischen Kreuz, darübergelegt ist eine grüne Landkarte Neuseelands. Über dem linken  Kreuzbalken  ist das Kreuz des Südens (Vier Sterne des Südens) als Symbol der Südhalbkugel, aufgenommen. Das Kreuz des Südens ist auch in der Flagge Neuseelands zu sehen. Unter dem rechten Kreuzbalken stehen die Buchstaben KSC (Abkürzung für Knights of the Southern Cross).